# Jack Quaid
Pour les articles homonymes, voir Quaid.
Jack Henry Quaid, né le 24 avril 1992 à Los Angeles, est un acteur américain.
Il se fait connaître après avoir joué le rôle de Marvel dans la série dystopique Hunger Games, mais devient célèbre pour son rôle dans la série Prime Video The Boys.

## Biographie

### Jeunesse et Famille
Jack Henry Quaid naît à Los Angeles, en Californie. Il est le fils de l'actrice Meg Ryan et de l'acteur Dennis Quaid. Il a une sœur, Daisy True Ryan.
Il étudie à la NYU Tisch School of the Arts en 2010, spécialisée en théâtre expérimental. Durant ses années d'études, il est membre d'un troupe de l'université appelé "Hammerkatz", qui fait des sketchs comiques. Il tourne également plusieurs vidéos d'humour sur Youtube sur la chaîne "Neon Albatross".

### Carrière
En 2012, alors qu'il est encore en deuxième année à l'université, il fait ses débuts au cinéma en interprétant le rôle de Marvel dans le premier volet de la franchise Hunger Games. Un rôle qu'il reprend dans le deuxième film de la série, Hunger Games : L'Embrasement, en 2013.
Il joue dans plusieurs courts-métrages de 2012 à 2016.
En 2014, il prête sa voix à Dírhael, le fils du protagoniste du jeu vidéo La Terre du Milieu : L'Ombre du Mordor.
En 2016, il incarne le personnage de Clark Morelle dans la série d'HBO Vinyl, réalisé par Martin Scorsese mais la série est annulée après une saison.
L'année suivante, il joue dans la comédie de Steven Soderbergh, Logan Lucky aux côtés d'Adam Driver, Channing Tatum et Daniel Craig.
En 2018, il joue dans le clip musical du titre Have You Ever Seen The Rain du groupe Creedence Clearwater Revival.
Depuis 2019, il joue dans la série Prime Video The Boys qui présente un univers dystopique dans lequel les super-héros sont commercialisés et deviennent dangereux pour la société. Il y incarne un des rôles principaux aux côtés de Antony Starr, Karl Urban et Erin Moriarty. La série devient un succès international et est rapidement renouvelée pour une deuxième, une troisième, une quatrième puis une cinquième qui est la dernière saison,.
En 2022, il est au casting du film d'horreur Scream 5, suite de la saga du même nom.

### Vie privée
Il a été en couple avec Lizzy McGroder de 2016 à 2021,.
Depuis 2022, il est en couple avec Claudia Doumit.

## Filmographie

### Cinéma

#### Longs métrages
- 2012 : Hunger Games (The Hunger Games) de Gary Ross : Marvel
- 2012 : Just 45 Minutes from Broadway d'Henry Jaglom : Danny
- 2013 : Hunger Games : L'Embrasement (The Hunger Games : Catching Fire) de Francis Lawrence : Marvel (caméo)
- 2014 : Juste avant de partir (Just Before I Go) de Courteney Cox : Dylan
- 2015 : Running Wild de Melanie Shaw : Eric
- 2016 : Ithaca de Meg Ryan : Marcus Macaulay
- 2016 : Vineland d'Alyssa R. Bennett : Cole
- 2017 : Logan Lucky de Steven Soderbergh : Fish Bang
- 2017 : Tragedy Girls de Tyler MacIntyre : Jordan Welch
- 2018 : Rampage : Hors de contrôle (Rampage) de Brad Peyton : Connor
- 2018 : Yéti et Compagnie (Smallfoot) de Karey Kirkpatrick et Jason A. Reisig : Le pilote (voix)
- 2019 : On sera deux ! (Plus One) de Jeff Chan et Andrew Rhymer : Ben King
- 2021 : Batman : The Long Halloween de Chris Palmer : Alberto Falcone (voix)
- 2022 : Scream de Tyler Gillett et Matt Bettinelli-Olpin : Richie Kirsch
- 2023 : Spider-Man: Across the Spider-Verse : Peter Parker sur la Terre-65 (voix)
- 2023 : Oppenheimer de Christopher Nolan : Richard Feynman
- 2025 : Companion de Drew Hancock : Josh
- 2025 : Novocaine de Dan Berk et Robert Olsen : Nathan Caine
- 2025 : Heads of State d'Ilia Naïchouller

#### Courts métrages
- 2012 : Sitting Babies : Doug
- 2013 : It Don't Come Easy de Sabrina Jaglom : David
- 2013 : After Lilly d'Aaron Webman : Tyler (également scénariste)
- 2013 : Backyard Portal de Mathew Roscoe : David
- 2014 : Sperm and Egg d'Ingrid Eskeland-Adetuyi : Sam
- 2015 : The Boy Who Couldn't Sleep and Never Had To de Dan Eckman : Darren
- 2015 : Dinnr de Brandon Baer : Garrett
- 2015 : Scheme Squad de Mike Cheslik : Craig
- 2016 : Skinny Fat Girl de Brandon Baer : Parker

### Télévision

#### Séries télévisées
- 2013 : Mrs. : Jack
- 2016 : Vinyl : Clark Morelle
- 2016 : The Fantastic Adventures of Foolish Gentlemen : Mugger
- 2017 : Workaholics : Clark
- 2019 - présent : The Boys : Hughie Campbell
- 2020 - 2024 : Star Trek : Lower Decks : Brad Boimler (voix)
- 2021 : Solos : Zen (voix)
- 2023 : Star Trek: Strange New Worlds : Enseigne Brad Boimler (saison 2, épisode 7)

### Clip
- 2018 : Creedence Clearwater Revival - Have You Ever Seen The Rain : Evan

### Jeu vidéo
- 2014 : La Terre du Milieu : L'Ombre du Mordor (Middle-earth : Shadow of Mordor) : Dírhael

## Distinctions

### Nominations
- 2019 : IGN Summer Movie Awards de la meilleure distribution dans une série télévisée dramatique pour The Boys partagé avec Karl Urban, Antony Starr, Erin Moriarty, Dominique McElligott, Jessie T. Usher, Laz Alonso, Chace Crawford, Tomer Capone, Karen Fukuhara, Nathan Mitchell et Elisabeth Shue.
- 2020 : IGN Summer Movie Awards de la meilleure distribution dans une série télévisée dramatique pour The Boys
- 2021 : MTV Movie + TV Awards du meilleur héros dans une série télévisée dramatique pour The Boys

## Voix francophones
En version française, Jim Redler est la voix régulière de Jack Quaid depuis la série The Boys, après l'avoir doublé dans Rampage, en 2018. Ainsi, il le retrouve tour à tour dans Star Trek: Lower Decks, Companion ou encore Novocaine.
À titre exceptionnel, Gilduin Tissier lui prête sa voix dans Hunger Games, tout comme Fabrice Trojani dans Vinyl, Antoine Schoumsky dans Logan Lucky, Antoine Ferey dans Scream, Clément Moreau dans Oppenheimer, Thibaut Lacour dans My Adventures with Superman et Gwendal Anglade dans Heads of State.